# Koenraad VII de Witte
Koenraad VII de Witte (circa 1396 – Breslau, 14 februari 1452) was van 1416 tot 1427 en van 1439 tot 1450 hertog van Oels, van 1416 tot 1450 hertog van Cosel en de helft van Bytom en van 1416 tot 1427 en van 1447 tot 1450 hertog van de helft van Steinau. Hij behoorde tot de Silezische tak van het huis der Piasten.

## Levensloop
Koenraad VII was de vierde van vijf zonen van hertog Koenraad III de Oude van Oels en diens echtgenote Judith, wier herkomst onbekend is. Net als zijn drie oudere en zijn jongere broer werd hij Koenraad gedoopt. 
In 1410 streed Koenraad de Witte op jonge leeftijd aan de zijde van de Duitse Orde in de Slag bij Grunwald, waarbij hij door de Poolse troepen werd gevangengenomen. Korte tijd later werd hij opnieuw vrijgelaten.
Na de dood van zijn vader in 1412 erfden zijn twee oudste broers Koenraad IV de Oudere en Koenraad V Kantner de domeinen van zijn vader. Toen Koenraad VII en zijn twee andere broers in 1416 volwassen werden verklaard, begonnen ze mee te regeren. Op het hetzelfde moment trad de oudste broer Koenraad IV af als heerser over de hertogdommen Oels, Cosel en de helft van de hertogdommen Bytom en Steinau. Vervolgens regeerden Koenraad VII en zijn broers Koenraad V Kantner, Koenraad VI de Deken en Koenraad VIII de Jonge tot in 1427 gezamenlijk hun hertogdommen.
In 1427 overleed zijn oudere broer Koenraad VI de Deken, waarna Koenraad VII en zijn overige twee broers hun gezamenlijke domeinen onderling verdeelden. Hierbij kreeg hij de helft van het hertogdom Bytom en het hertogdom Cosel. Toen zijn oudere broer Koenraad V Kartner in 1439 stierf, erfde Koenraad de Witte het hertogdom Oels als regent voor zijn minderjarige neven Koenraad IX de Zwarte en Koenraad X de Witte, die hij echter uitsloot van de regering. Na de dood van zijn jongere broer Koenraad VIII de Jonge erfde hij in 1444 eveneens de helft van het hertogdom Steinau en na de dood van zijn oudste broer Koenraad IV de Oude erfde hij in 1447 de districten Kanth en Bernstadt.
In 1449 erfde hij het district Wohlau na de dood van zijn schoonzus Margaretha, de weduwe van zijn broer Koenraad V Kartner. Een jaar later, in 1450, kwamen zijn neven Koenraad IX de Zwarte en Koenraad X de Witte echter in opstand tegen hem, werd Koenraad VII afgezet en verloor hij al zijn gebieden. Hij werd vervolgens verbannen naar de stad Breslau, waar hij in 1452 stierf. 

## Huwelijken
Op 2 februari 1437 huwde Koenraad VII met ene Catharina (overleden in 1449), wier herkomst onbekend is. Ze kregen geen kinderen.
Op 7 maart 1450 hertrouwde hij met Dorothea (overleden na 1450), dochter van Jan de Jongere, oudste zoon en erfgenaam van hertog Jan I van Warschau. Ook dit huwelijk bleef kinderloos.